# 立原貴美
立原 貴美（たちはら きみ、1972年12月27日 - ）は、日本の元AV女優、ストリッパー。TAKAKOの名義でも活動した。公表ボディサイズはT165/B84/W60/H90。

## 略歴
TAKAKOと言う名前でグラビア活動後AVデビュー。その後、立原貴美に改名したが、TAKAKOに戻している。週刊プレイボーイやアクションカメラにも登場している。
- 1993年 - TAKAKOとしてAVデビュー。
- 1994年 - 立原貴美としてAVデビュー。
- 1998年 - TAKAKOとしてAV活動再開。

## 出演作品
- 覗かれた女（1993年5月26日、メディアステーション）
- 肉体の激情（1993年8月8日、ネクスト）
- ダブルシャワー（1993年12月5日、メディアステーション）
- エロゲバ 94 絶叫したたり女（1994年4月13日、ミス・クリスティーヌ）[2]
- 女医とナースの絶頂レズ（1994年5月24日、ミス・クリスティーヌ）[2]
- 発情教師の全身授業[2]
- ザ・カゲキ 立原貴美[2]
- 美しき牝獣 淫じり 悶じり（1995年2月9日、SAMM）
- TAKAKO　教えてあげる（1998年10月9日、KUKI）
- ECSTASY（1998年10月27日、KUKI）